# 茨城県道132号赤浜上大島線

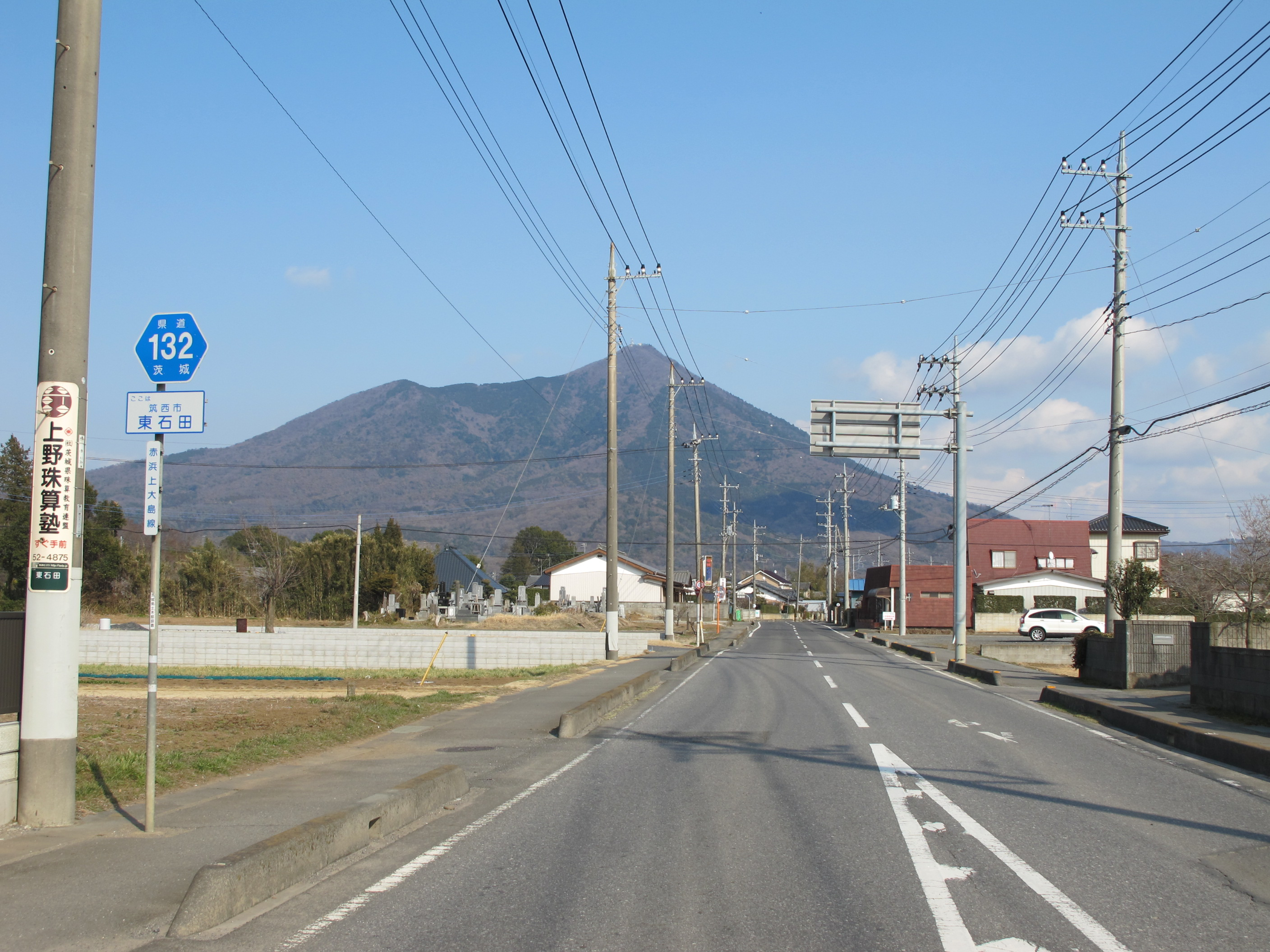
茨城県道132号赤浜上大島線
筑西市東石田（2014年3月）

茨城県道132号赤浜上大島線（いばらきけんどう132ごう あかはまかみおおしません）は、茨城県筑西市からつくば市までを結ぶ一般県道である。

## 概要
筑西市赤浜からつくば市上大島の間を東西に約5キロメートル (km) の距離で結ぶ一般県道である。

### 路線データ
- 起点：茨城県筑西市赤浜1062番（茨城県道131号下妻真壁線交点）[1]
- 終点：茨城県つくば市上大島28番の1（茨城県道14号筑西つくば線交点）[1]
- 総延長：5.069 km[2]
- 重用延長：なし[2]
- 未供用延長：なし[2]
- 実延長：5.069 km[2]
- 自動車交通不能区間延長[注釈 1]：なし[2]

## 歴史
1972年（昭和47年）3月1日、主要地方道筑波益子線の路線認定に伴って、その前身にあたる県道赤浜上大島真壁線が路線廃止されると、残存区間にあたる赤浜上大島真壁線の一部区間（真壁郡明野町大字赤浜 - 筑波郡筑波町大字上大島）について、真壁郡明野町大字赤浜（現：筑西市赤浜）を起点とし、筑波郡筑波町（現：つくば市）を終点とする赤浜筑波線（整理番号156）として茨城県が路線認定した県道である。1988年（昭和63年）に終点側の筑波町がつくば市に編入されたことを反映し、1995年（平成7年）の茨城県道の路線再編が行われた際に、整理番号変更を整理番号132、路線名称を現在の赤浜上大島線と改名して現在に至る。

### 年表
- 1959年（昭和34年）10月14日：現在の路線の前身にあたる県道赤浜上大島真壁線（図面対象番号97）が路線認定される[3]。
- 1972年（昭和47年）3月1日
  - 現在の路線が赤浜筑波線（整理番号156）として認定される[4]。
  - 真壁郡明野町大字赤浜 - 筑波郡筑波町大字上大島の区間（延長5.138 km）を道路区域に決定、供用開始[1]。
  - 前身にあたる赤浜上大島真壁線（真壁郡明野町大字赤浜 - 真壁郡真壁町、整理番号156）を廃止[5]。
- 1995年（平成7年）3月30日：路線名と整理番号が、赤浜筑波線（整理番号156）から現在の赤浜上大島線（整理番号132）に変更される[6]。

## 道路施設
- 筑真橋（ちくまはし。桜川、筑西市 - つくば市境に架かる鉄筋コンクリート製5径間の桁橋。昭和46年4月竣功。）

## 地理

### 通過する自治体
- 筑西市 - つくば市

### 交差する道路
- 茨城県道133号赤浜谷田部線（筑西市中上野）
- 茨城県道・栃木県道45号つくば真岡線（筑西市寺上野）